# Diocesi di Port-Gentil
La diocesi di Port-Gentil (in latino: Dioecesis Portus Gentilis) è una sede della Chiesa cattolica in Gabon suffraganea dell'arcidiocesi di Libreville. Nel 2021 contava 80.840 battezzati su 145.670 abitanti. È retta dal vescovo Euzébius Chinekezy Ogbonna Managwu.

## Territorio
La diocesi comprende per intero la provincia gabonese di Ogooué-Maritime.
Sede vescovile è la città di Port-Gentil, dove si trova la cattedrale di San Luigi.
Il territorio è suddiviso in 9 parrocchie.

## Storia
La diocesi è stata eretta il 7 marzo 2003 con la bolla Cum petitum esset di papa Giovanni Paolo II, ricavandone il territorio dall'arcidiocesi di Libreville.

## Cronotassi dei vescovi
Si omettono i periodi di sede vacante non superiori ai 2 anni o non storicamente accertati.
- Mathieu Madega Lebouankehan (7 marzo 2003 - 19 gennaio 2013 nominato vescovo di Mouila)[1]
  - Sede vacante (2013-2016)
- Euzébius Chinekezy Ogbonna Managwu, dal 12 gennaio 2016

## Statistiche
La diocesi nel 2021 su una popolazione di 145.670 persone contava 80.840 battezzati, corrispondenti al 55,5% del totale.
| anno | popolazione | popolazione | popolazione | presbiteri | presbiteri | presbiteri | presbiteri                | diaconi | religiosi | religiosi | parrocchie |
| anno | battezzati  | totale      | %           | numero     | secolari   | regolari   | battezzati per presbitero | diaconi | uomini    | donne     | parrocchie |
| ---- | ----------- | ----------- | ----------- | ---------- | ---------- | ---------- | ------------------------- | ------- | --------- | --------- | ---------- |
| 2003 | 68.000      | 120.000     | 56,7        | 8          | 3          | 5          | 8.500                     |         | 6         | 17        | 12         |
| 2004 | 70.500      | 126.223     | 55,9        | 11         | 3          | 8          | 6.409                     |         | 10        | 16        | 7          |
| 2007 | 70.672      | 126.523     | 55,9        | 10         | 5          | 5          | 7.067                     |         | 6         | 17        | 8          |
| 2013 | 71.705      | 127.300     | 56,3        | 8          | 4          | 4          | 8.963                     |         | 9         | 15        | 8          |
| 2016 | 72.640      | 130.800     | 55,5        | 12         | 9          | 3          | 6.053                     |         | 6         | 13        | 9          |
| 2019 | 77.400      | 139.460     | 55,5        | 14         | 11         | 3          | 5.528                     |         | 6         | 13        | 9          |
| 2021 | 80.840      | 145.670     | 55,5        | 15         | 13         | 2          | 5.389                     |         | 4         | 13        | 9          |